# 克羅族

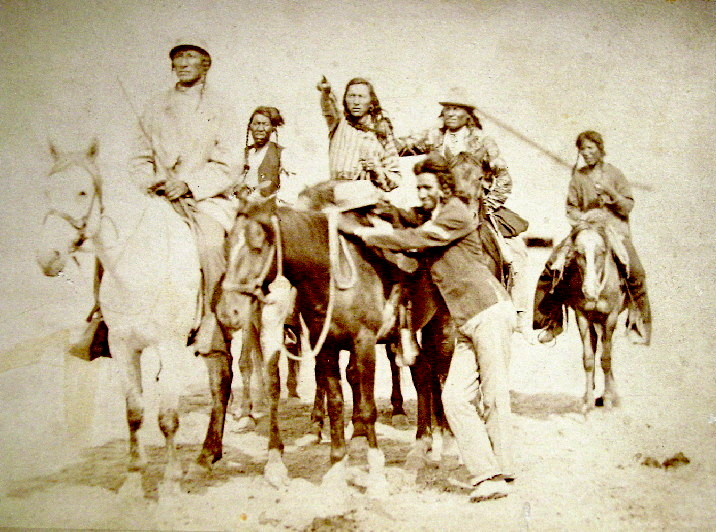
克羅印第安人，约1878–1883

克羅族（克羅語：Apsáalooke；英語：Crow）是一個主要居住在蒙大拿州南部的美國原住民。今天，克羅族是一個聯邦政府認可的部落，名為蒙大拿州克羅部落，保護區位於該州中南部。
克羅族是平原印第安人，講克羅印第安語。這語言屬於蘇安語在密蘇里河谷的分支。2007年，在14000註冊成員當中，估計3000名講克羅印第安語。
美國西進時，克羅族結盟美國，敵對其鄰族以及兩大死敵：蘇族和夏延族。克羅族原本居住在黃石河河谷，從現今懷俄明州，到蒙大拿州，再到北達科他州，在那裡它接上密蘇里河。
自19世紀以來，克羅族一直集中居住在蒙大拿州比靈斯南部的保護區。他們還住在幾個主要的，西部為主的城市。部落總部設於蒙大拿州的克羅埃真西。該部落管理小大角學院（Little Big Horn College）。

## 名稱釋義
民族自稱“Apsáalooke”由鄰近同源的希達沙族賦予，指“大喙鳥的孩子”。法國人把它譯作「gens du corbeaux」（烏鴉人），在英文就變成「Crow」（烏鴉）。其他部族亦把Apsáalooke以他們語言中的“烏鴉”或“渡鴉”稱呼。名稱所指的鳥的真實身份已經隨時間而失傳，但許多族人相信牠指的是傳說中的雷鳥。

## 歷史

### 在北方平原

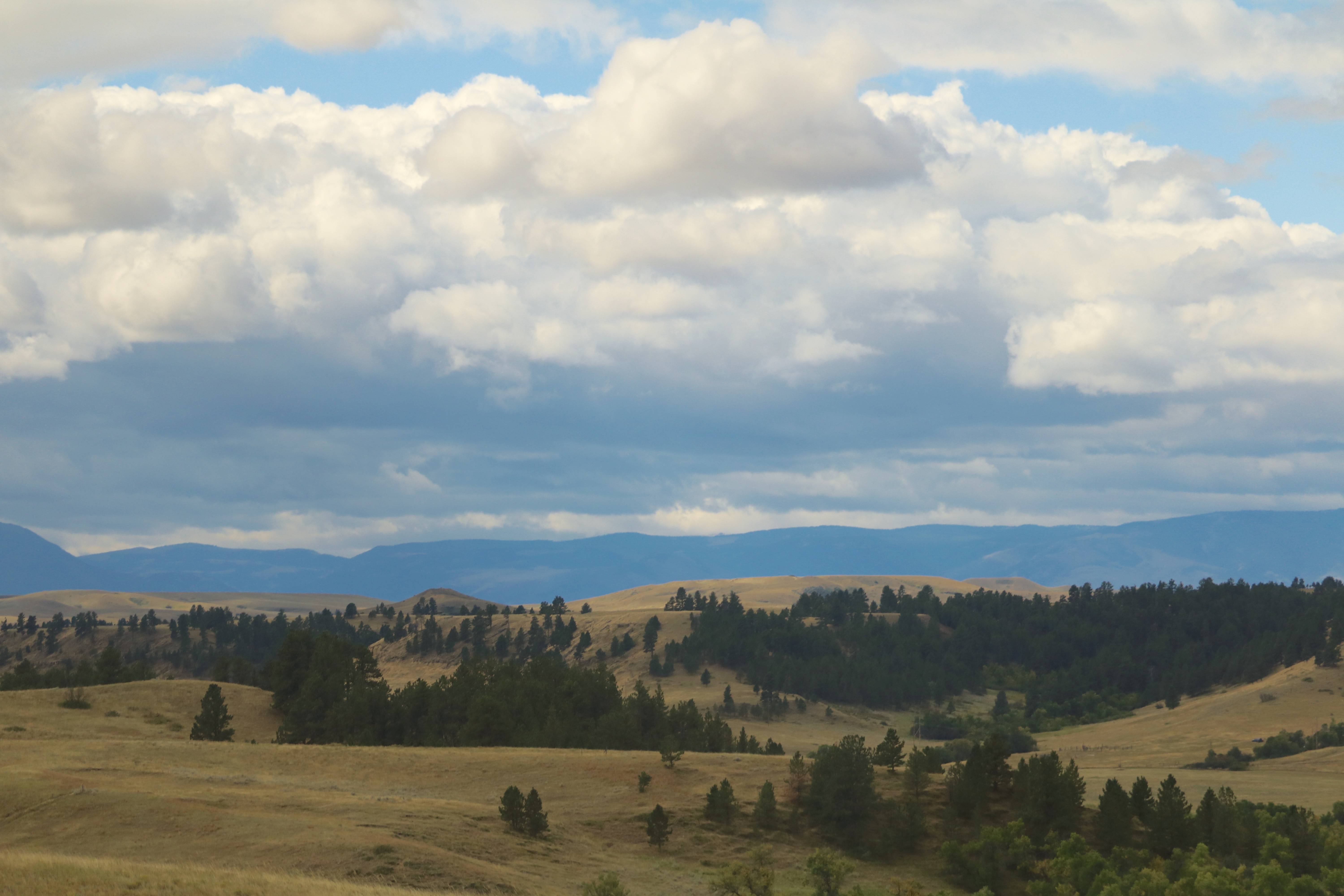
蒙大拿州克羅印第安保護區地貌

早期的克羅-希達沙族居住在俄亥俄州靠近伊利湖一帶。受到鄰近驍勇善戰的部落威脅，他們有一段時間移居到曼尼托巴省的溫尼伯湖以南。其後他們遷到北達科他州的惡魔湖。後來克羅族與希達沙族分離，向西遷移。西進的原因主要是受到夏延族和後來蘇族之中的拉科塔族輪番侵擾。
為了控制新地盤，他們攻打休休尼人，例如Bikkaashe，又稱「草屋人」，逼使他們向西遷移。克羅族與當地的基奧瓦人和基奧瓦阿帕奇族交好。之後基奧瓦人和基奧瓦阿帕奇族向南遷移，克羅族在當地取得主導權。在18世紀和19世紀的皮草貿易時代，克羅族仍然在其既定地區佔據主導地位。
他們的歷史領土東臨密蘇里河，南達保德河（Bilap Chashee，意即「粉末河」或者「灰燼河」），西至黃石河（克羅語是E-chee-dick-karsh-ah-shay，意思是「麋鹿河」），北及馬瑟爾謝爾河。他們的部落地區包括朱迪斯河（Buluhpa'ashe，即「梅花河」）、保德河、唐河、大角河和溫德河河谷，還有大角山脈（Iisiaxpúatachee Isawaxaawúua）、普賴爾山脈（Baahpuuo Isawaxaawúua）、沃夫山脈（Cheetiish，即「狼牙山脈」）和阿布薩羅卡嶺（又稱「阿布薩羅卡山脈」）。
在黃石河河谷穩定下來後，克羅族分出四派：Ashalaho（Mountain Crow）、Binnéessiippeele（River Crow）、Eelalapito（Kicked in the Bellies），以及Bilapiluutche（Beaver Dries its Fur）。他們日漸適應平原印第安人的遊牧生活方式，作為獵人和採集者，並且獵殺野牛。1700年以前，他們還使用狗推車來運載貨物。

### 敵人與盟友

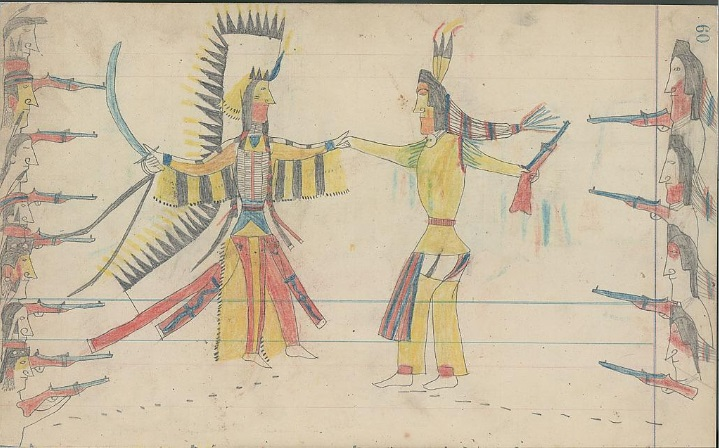
夏安戰爭首領和戰士（左）與烏鴉戰爭首領和戰士（右）達成休戰

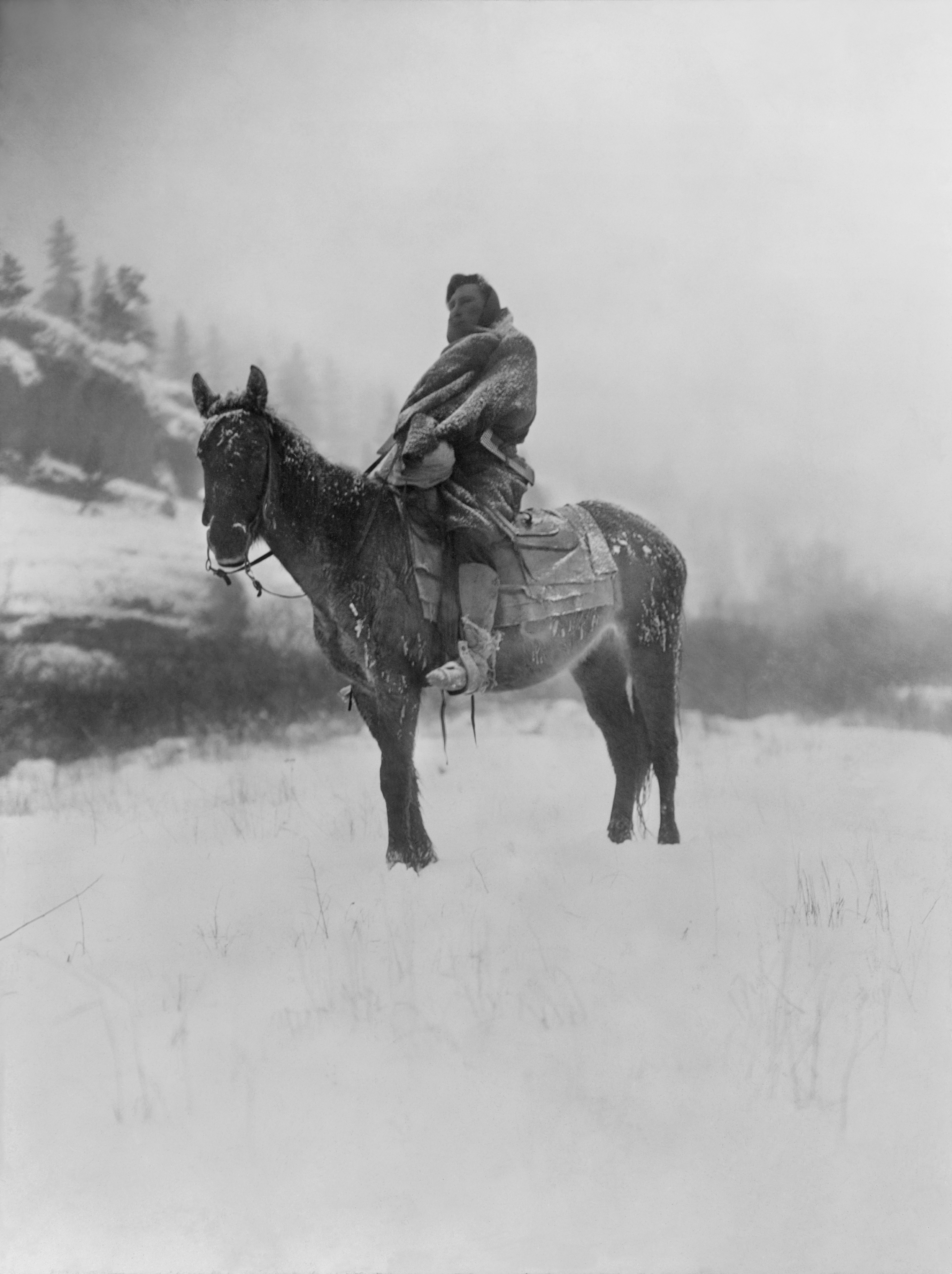
騎在馬上的偵察兵，1908年，愛德華·S·柯蒂斯 (Edward S. Curtis)所攝

從大約1740年起，平原部落迅速採用了馬匹，這使他們能夠更有效地在平原移動和捕殺水牛。然而，北方的嚴冬使其畜群比南部的平原部落小。克羅族、希達沙族、東休休尼人和北休休尼人都成為了養馬能手，培養出相對龐大的馬群。然而這個特長也讓他們處於窘境：當時其他東方和北方的部落也為了更多的資源紛紛涉足平原，格羅斯文特人、黑腳人和猶他人先後為了掠奪馬匹而襲擊克羅人。之後，蘇族人、阿拉帕霍人和夏安族這三個善戰部族組成的聯盟也前來奪取克羅人的馬匹，克羅人根本無法與之抗衡。
18世紀，受制於經皮草貿易更早和更好地獲得槍支的歐及布威族和克里族（鐵聯盟），克羅族從現在的俄亥俄州裏面的俄亥俄東部林地地區遷移到溫尼伯湖以南。之後，他們被夏延族推向西部。克羅族和夏延族同樣都被拉科塔族（蘇族）趕到西方，後者接管了密蘇里河以西，從南達科他州的布拉克山到懷俄明州和蒙大拿州的大角山的土地。最終夏延族與拉科塔族結盟，因為他們想驅逐美國白人。克羅族依然是夏延族和蘇族的死敵。縱然屢戰屢敗，克羅族仍然控制到幅員超過9300平方公里的廣闊保護區，可歸因於他們與聯邦政府合作對抗傳統敵人：蘇族和黑腳人。許多其他部落被迫遷入範圍更小的、離祖地更遠的區域。
克羅族大致上與平頭印地安族和睦共處（雖然有時候會發生衝突）。平頭印地安族是一群北方平原部落，包括內茲珀斯人、庫特尼人、休休尼人、基奧瓦人和平原阿帕契人。強大的鐵聯盟（Nehiyaw-Pwat）是克羅族的敵人，他們是北方平原印第安民族就皮草貿易組成的聯盟，得名於主導的平原克里人和阿西尼博因人，還有後來加入的斯通尼族、索托人、歐及布威族和梅蒂人。

### 歷史上的支派
19世紀早期的克羅族分為三個獨立的支派，他們只會在共同防禦時聚集在一起：
- Ashalaho（Mountain Crow），是克羅族最大的支派，率先分離於希達沙族並向西遷移。其酋長無腸看到異象，於是帶領族人尋找神聖的煙草，最終在蒙大拿州東南部定居下來。他們住在落基山脈和沿著黃石河上游的山腳，在今天的懷俄明州-蒙大拿州邊界，在大角山和阿布薩羅卡嶺上；布拉克山涵括其領土的東部邊緣。
- Binnéessiippeele（River Crow），從希達沙族本部分裂出來，相傳是因為對野牛腹部的爭執。所以希達沙族稱呼克羅族為Gixáa-iccá--“那些毆打肚子的人”。[19][20]他們住在密蘇里河以南的黃石河和馬瑟爾謝爾河以及大角河、保德河和溫德河的河谷中。該地區歷史上被稱為保德河國家。有時他們會向北遷到米爾克河。
- Eelalapito（Kicked in the Bellies），[21][22]他們控制了這個被稱為大角盆地的地區，東至大角山，西至阿布薩羅卡嶺，以及南達懷俄明州北部的溫德河山脈。有時他們定居在貓頭鷹山脈，布里傑山脈和南部的斯威特沃特河沿岸。有時他們定居在貓頭鷹克里克山脈，布里傑山脈和南部的甘霖河沿岸。[23]

根據他們的口述歷史，他們曾存在第四個支派：Bilapiluutche（Beaver Dries its Fur），據信該支派在17世紀下半葉已經與基奧瓦人融合了。

### 逐步逼遷

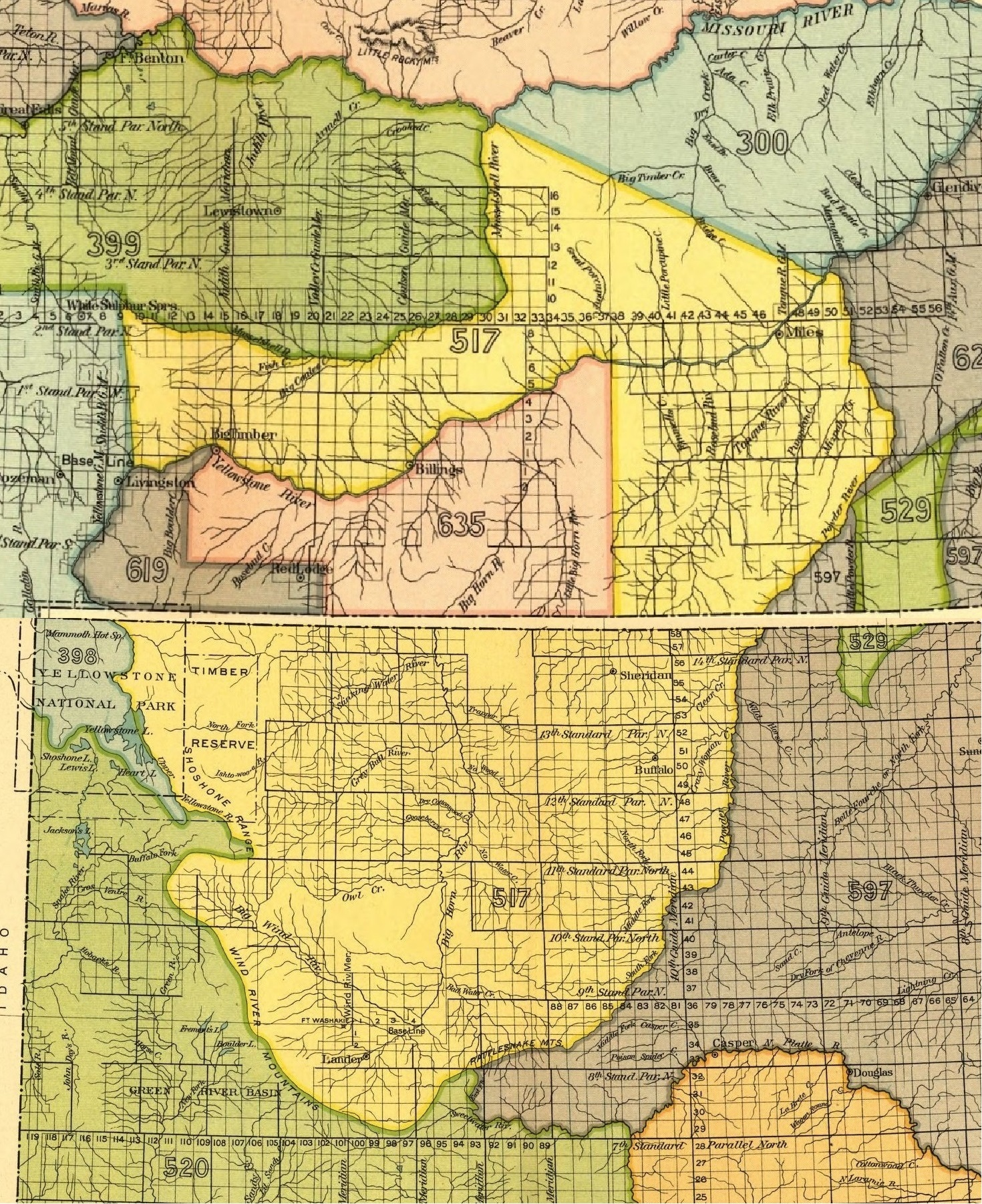
1851年《拉勒米堡條約》定下的克羅印第安領地（區域517、619和635），位於今蒙大拿州與懷俄明州

當白人為數不少地遷入，克羅族面對的壓力愈來愈大。1850年代，年少的Plenty Coups，後來的大酋長，有一個幻覺，被長老解讀為白人將主宰該國，要守護族土就要與他們維持友好。
到了1851年，更多人口的拉科塔族和夏延族從南面和東面逼近克羅族在蒙大拿的領土。他們與克羅族敵對，侵犯克羅族的狩獵地，與克羅族交戰。藉著征服權，他們奪取了克羅族的東方狩獵地，包括保德河和唐河河谷，並且將屬於少數的克羅族推向西方和西北方，進入黃石河上游。大約1860年之後，拉科塔蘇族人宣稱擁有所有前克羅族領土的主權，從南達科他州的黑山到蒙大拿州的大角山。他們要求美國當局處理他們對這些地區的任何入侵。
《1851年拉勒米堡條約》，美國確定了克羅族圍繞著大角山的一片廣大的領地 ：東臨保德河，西至大角山盆地，北達馬瑟爾謝爾河；這也涵蓋了唐河流域。但兩世紀以來夏延族和多支拉科塔族一直緩慢西遷，繼續進逼克羅族。
紅雲戰爭（1866–1868）是拉科塔族面對美軍在博兹曼小道的存在所作的挑戰，這小道在大角山東面的山邊，通往蒙大拿淘金熱點。紅雲戰爭最後是拉科塔族的勝利。美國在《1868年拉勒米堡條約》確認拉科塔族控制整片高地平原，從達科他的黑山向西到達保德河河谷再到達大角山山峰。此後，由坐牛、瘋馬、高爾等人領導的拉科塔族派系，連同他們的北夏延族盟友，在蒙大拿州東部和懷俄明州東北部的廣闊範圍內進行狩獵和襲擊，而這些地區傳統上是克羅族的領地。

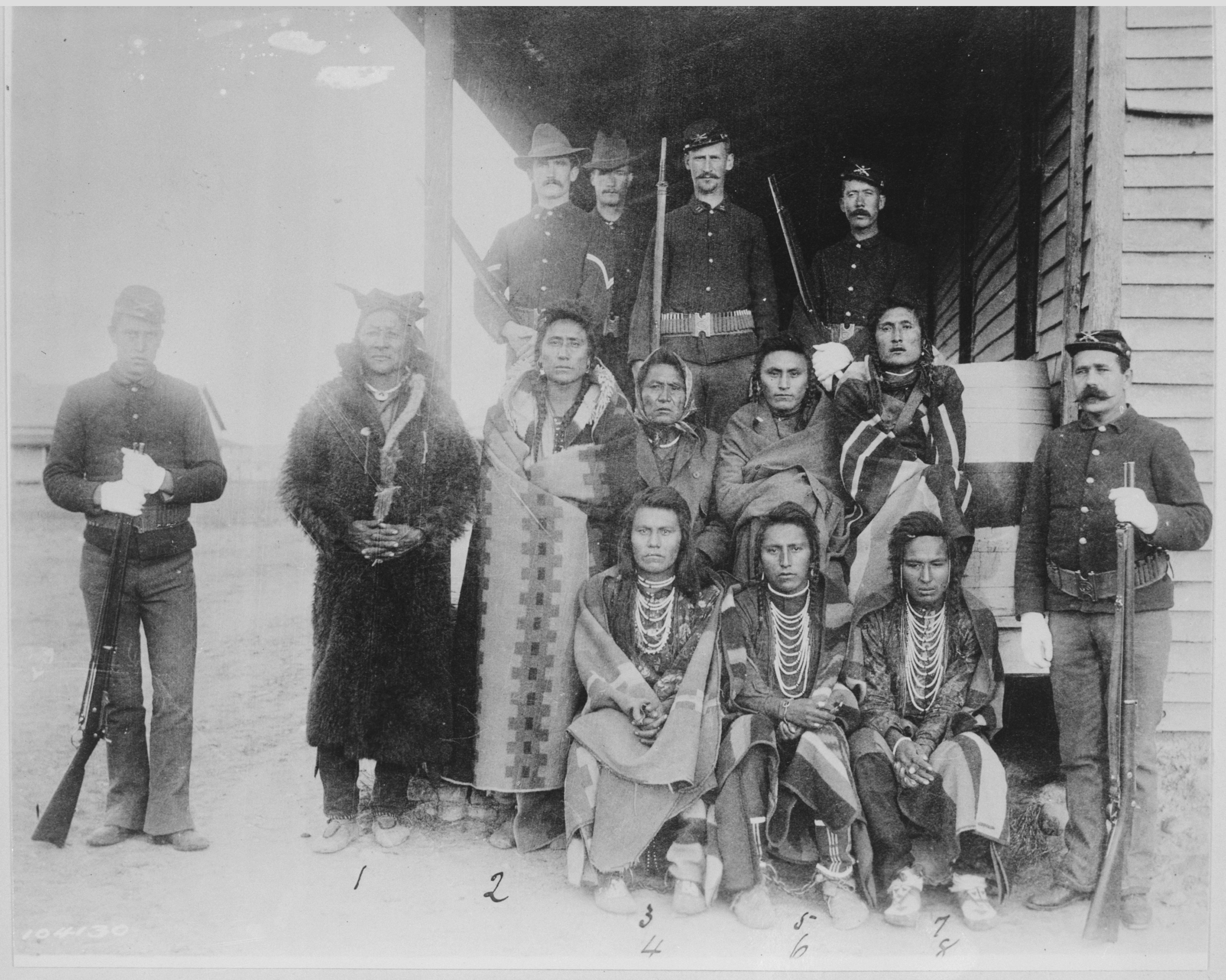
8名克羅族囚犯在蒙大拿州克羅埃真西被看守，1887年

1876年6月25日，拉科塔蘇族人與夏延族在今克羅印第安保護區發生的小大角戰役大捷，打敗乔治·阿姆斯特朗·卡斯特的美軍，但大蘇族戰爭（1876–1877）終究是蘇族人與夏延族同盟戰敗。克羅族戰士加入了美軍參加這場戰爭。蘇族和他們的盟友被迫離開蒙大拿州東部和懷俄明州：部分派系逃到加拿大，而其餘的人要接受強行遷至遠方的印第安保留地，主要在密蘇里河以西的現今蒙大拿州和內布拉斯加州。
1918年，克羅族組織了一次展示他們文化的聚會，他們邀請了其他部落的成員，第一屆印第安烏鴉慶典就此開始。烏鴉慶典在現在每年八月的第三個週末舉行，其他部落也廣泛參與。

## 文化

### 賴以生存的東西

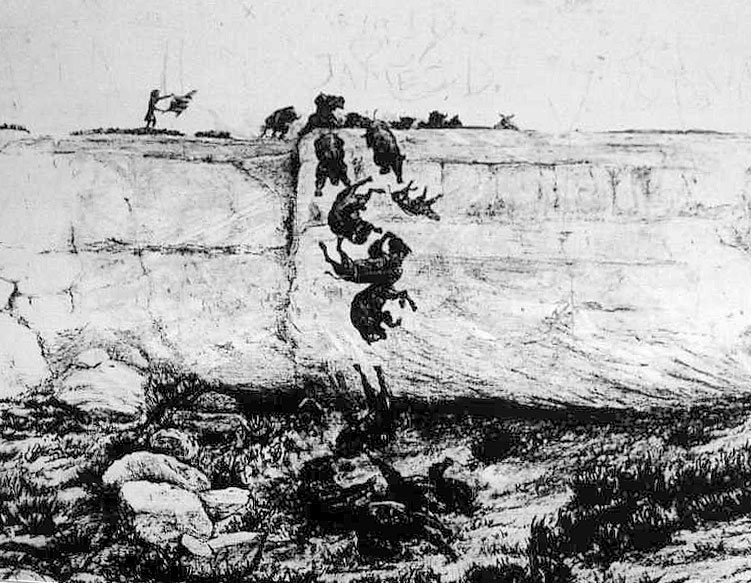
野牛跳崖

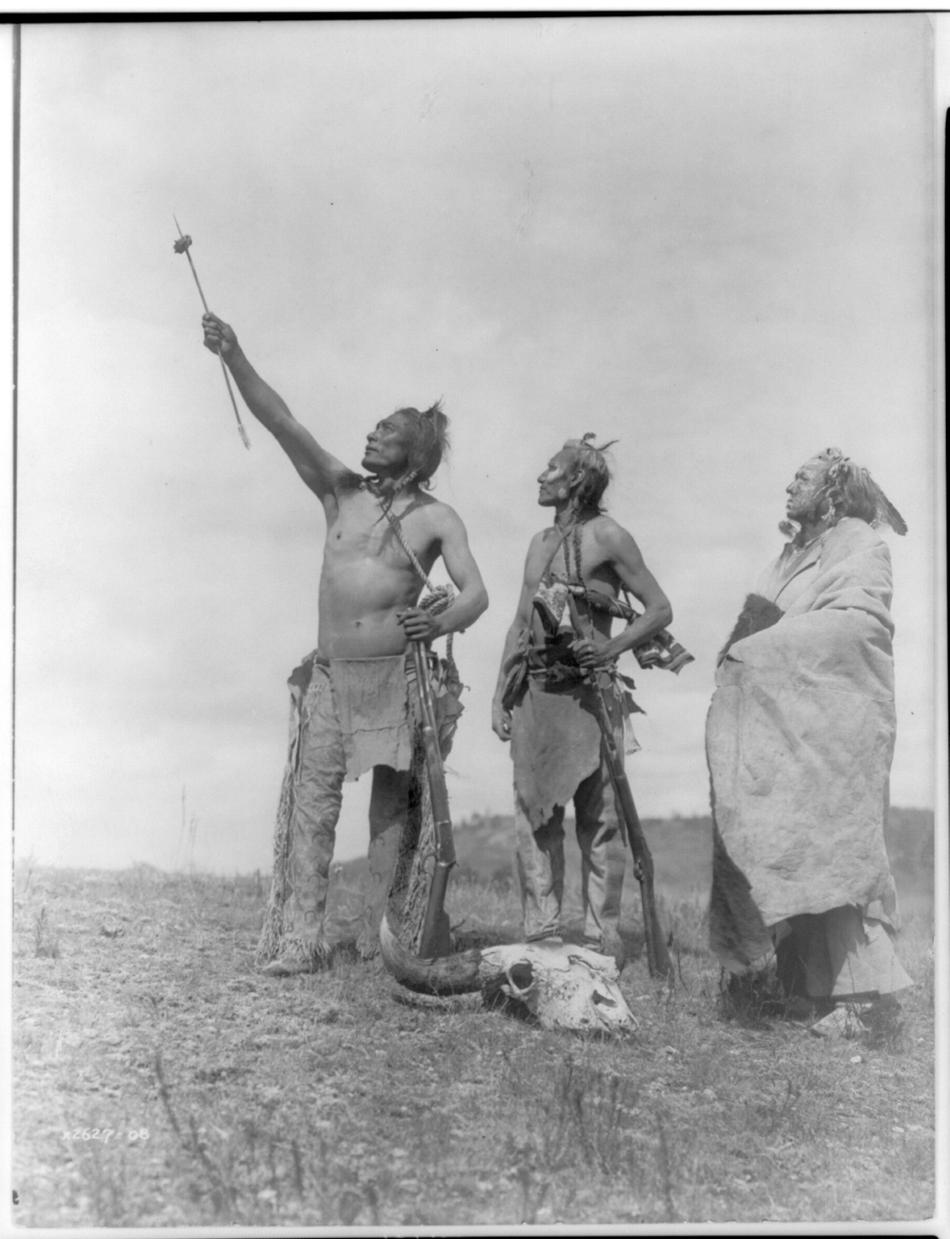
愛德華·柯蒂斯所攝的《The Oath Apsaroke》，顯示克羅族人象徵性念咒，手上拿著一技箭，箭插著一塊野牛肉

克羅族主要食糧是美洲野牛，有多種捕獲方法。引進馬匹前，克羅族人會披著狼的偽裝潛行到牛的附近，然後徒步追捕，最後用箭或長矛獵殺。馬匹有助降低獵殺難度，也有助提升每次的獵殺數量。騎師驅趕牛群，在馬上開槍、射箭擊殺目標獵物，或用騎槍直插獵物心臟。除了野牛，克羅族也會捕獵大角羊、雪羊、鹿、加拿大馬鹿、熊等動物。在處理水牛肉方面，他們會選擇烤，或者配補骨脂煮成湯。臀部、舌頭、肝臟、心臟和腎臟都被視為是食材。乾野牛肉與脂肪和漿果一起磨碎製成肉糜餅「pemmican」。除了肉類，他們還收集和食用野生食物，如接骨木莓、野生蘿蔔和薩斯卡通莓。
克羅族獵牛的方式主要是使用野牛跳崖。從1700年直到1870年引入現代武器，逼野牛跳下摔死的山崖在一世紀以來都是克羅族喜愛的肉類製作場。克羅族每年秋天都會利用當地，這是一個沿著山脊有多個懸崖的地方，崖下為小溪。那天一大早，一個藥師會站在上崖的邊緣，面朝山脊。他會拿起一對野牛的後軀，用腳指著石頭的線條，唱著他的聖歌，呼喚大靈，祈求取得成功。念完後，藥師給兩位掌門人一袋香。掌門人和他們的助手爬到崖上，然後在一長列石塊停下，在地下燒香，重複燒香四次。這個儀式是祈求動物會走到燒香的界線，然後回到山脊區域。

## 著名克羅人
- 喬·麥迪遜·克羅（英语：Joe Medicine Crow）（1913年10月27日 - 2016年4月3日），在第二次世界大戰期間，他成為克羅部落的最後一任戰爭首領（掌笛人），之後成為克羅族教育家、歷史學家、作者和人類學家。
- 挪亞·瓦特斯（英语：Noah Watts），演員（知名於在刺客教條III飾演主角拉頓哈給頓（Ratonhnhaké:ton））

## 外部連結
- Crow Nation, Apsaalooké （页面存档备份，存于）
- Crow Indians – Their Lands, Allies and Enemies （页面存档备份，存于）
- Little Big Horn College Library
- Smithsonian （页面存档备份，存于）
- 2001 Constitution
- 1948 Constitution
- Photo exhibition on Crow Indians, with short account of 21st century lifestyle, Untold London
- Collection of historical Crow photographs
- List of Crow Chiefs, Little Big Horn College Library.
- Crow Indian Recipes and Herbal Medicine （页面存档备份，存于）, by Pretty Shield's granddaughter, Alma Hogan Snell